# Hauteville House (maison)
Pour les articles homonymes, voir Hauteville House.
Hauteville House est une maison, actuellement « musée Victor Hugo », située au 38 rue Hauteville à Saint-Pierre-Port à Guernesey.
Elle fut la demeure de Victor Hugo pendant les quatorze dernières années de son exil, qui dura dix-neuf ans.
C'est dans cette maison que l'auteur écrit un certain nombre de ses chefs-d'œuvre comme : Les Misérables, Les Travailleurs de la mer, L'Homme qui rit, La Légende des siècles, Théâtre en liberté…

## Histoire
Après un séjour de quelques mois à Bruxelles puis à Jersey d'où il a été expulsé, Victor Hugo arrive à Guernesey le 31 octobre 1855. Il loue dans un premier temps deux chambres à l'« hôtel de l'Europe » à Saint-Pierre-Port, puis loue une maison meublée au 20 rue de Hauteville. Toute la famille Hugo y habitera pendant quelques mois.
Les premiers succès de la publication des Contemplations permettent à l'écrivain d'acquérir « pour le prix et somme de 51 quartiers 4 denerels et 3 quints de froment de rente », soit la somme de 24 000 F le 16 mai 1856, cette maison sise au 38 rue de Hauteville et qui avait été construite vers 1800 par un corsaire anglais. Il la paya comptant 13 920 F et devint pour la première fois de sa vie propriétaire. La maison qui appartenait à un certain William Ozanne, était inoccupée depuis plusieurs années car elle avait la réputation d'être hantée par l'esprit d'une femme qui s'y était suicidée,.
De cette demeure qui, plus tard sera baptisée Hauteville House, Hugo écrira : « La maison de Guernesey sort toute entière des Contemplations. Depuis la première poutre jusqu'à la dernière tuile, Les Contemplations paieront tout. Ce livre m'a donné un toit. » Son épouse Adèle y voit une façon de s'ancrer dans l'exil, mais permet néanmoins à l'auteur de ne pas redouter d'être à nouveau chassé de son exil, puisque la loi guernesiaise interdit d'expulser les personnes ayant des propriétés dans l'île.
Selon l'usage anglais, Hugo la baptisa, non pas Liberté comme il en avait l'intention, mais Hauteville. Elle fut transformée, aménagée, meublée et décorée au fil du temps par l'écrivain qui y vécut en exil durant presque quinze ans jusqu'en 1870.
La passion de Victor Hugo pour la brocante et la décoration s'exerça sans limite à Hauteville House. Suivant ses directives et ses croquis détaillés, une équipe dirigée par l'ébéniste guernesiais Mauger mit en place, durant trois ans, le décor intérieur, agencement de coffres, de pièces de mobilier, de miroirs, de tapisseries, dénichés dans l'île, et réalisa les immenses bahuts nés de l'imagination du poète. Devises et inscriptions abondent. La salle à manger  est inaugurée le 14 mai 1857. Le décor de carreaux de Delft recouvrant les murs, objet de nombreux projets, culmine avec la cheminée surmontée d'un double H (Hauteville House - Hugo) et couronnée d'une Vierge à l'Enfant. Dans les angles, les carreaux dessinent les initiales VH que l'on retrouve partout dans la maison. Au dernier étage, le cabinet de travail, où Hugo écrivit une grande partie de Légende des Siècles, sera prolongé en 1861 par le look out, une chambre de verre dominant la mer.
Le 19 juillet 1870, la France déclare la guerre à la Prusse. Dans l'hypothèse d'un prompt retour, Hugo quitte les îles anglo-normandes le 15 août et arrive deux jours plus tard à Bruxelles. Au début de septembre 1870, il y apprend la défaite de Sedan et la capitulation de Napoléon III. Il rentre alors sur le champ en France après dix neuf années d'exil.

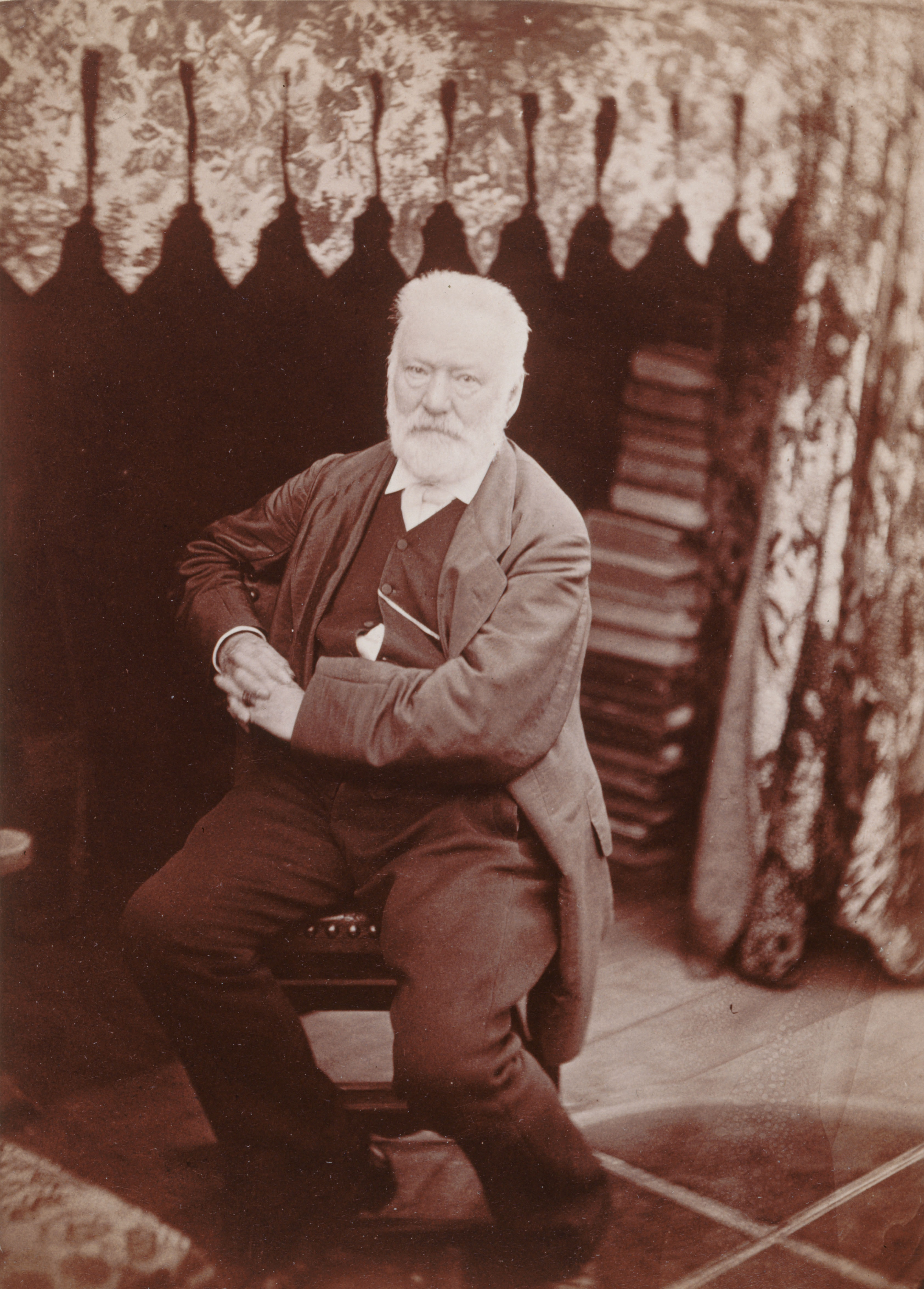
V. Hugo à l'intérieur et
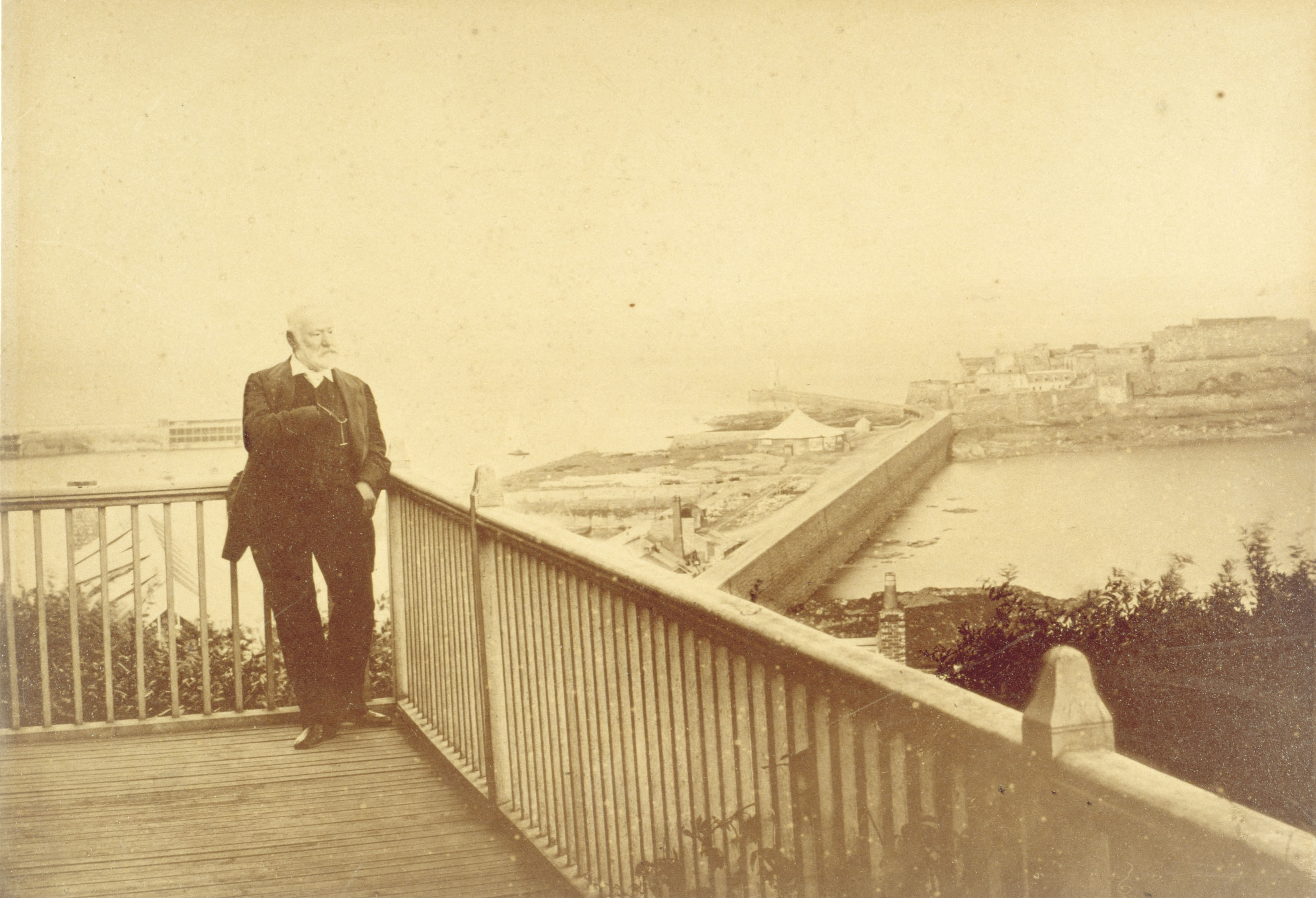
sur le balcon du lookout.

Il ne reviendra à Hauteville House que trois fois : une année entière en 1872, une semaine en avril 1875, et presque quatre mois en 1878.
Propriété de la mairie de Paris depuis mars 1927 à la suite d'une donation par les descendants de l'homme de lettres, la maison et le jardin se visitent. En dépit de l’entretien régulier du bâtiment et des campagnes de travaux successives, Hauteville House est aujourd’hui un patrimoine menacé.
Un vaste programme de restauration, prévu à partir d'octobre 2017, fait l'objet d'un financement participatif qui a permis de collecter près de 54 000 euros de dons individuels, complété par un financement de la Fondation du patrimoine et de Paris Musées. Sur un budget total estimé à 3,6 millions d'euros, le financement principal provient d'une opération exceptionnelle de mécénat de la société Pinault Collection à hauteur de 3 millions d'euros. Les travaux de restauration sont prévus d'avril 2018 à avril 2019.
Après un an de travaux et une dépense totale de près de 4,35 millions d'euros (dont 3,5 millions d'euros apportés par Pinault Collection), Hauteville House rénovée a été inaugurée le 5 avril 2019, en présence du mécène François Pinault, de la maire de Paris Anne Hidalgo, du bailli de Guernesey Richard Collas (en) ainsi que des descendants de Victor Hugo, pour une ouverture au public le 7 avril 2019

## Architecture
La Maison se compose de 4 niveaux et est dominée au troisième étage par un belvédère ou crystal room d'où l'on découvre le port de Saint-Pierre-Port.
Le jardin en contrebas, planté d'arbres et fleuri en abondance, profite de la douceur du climat.

## Galerie photos

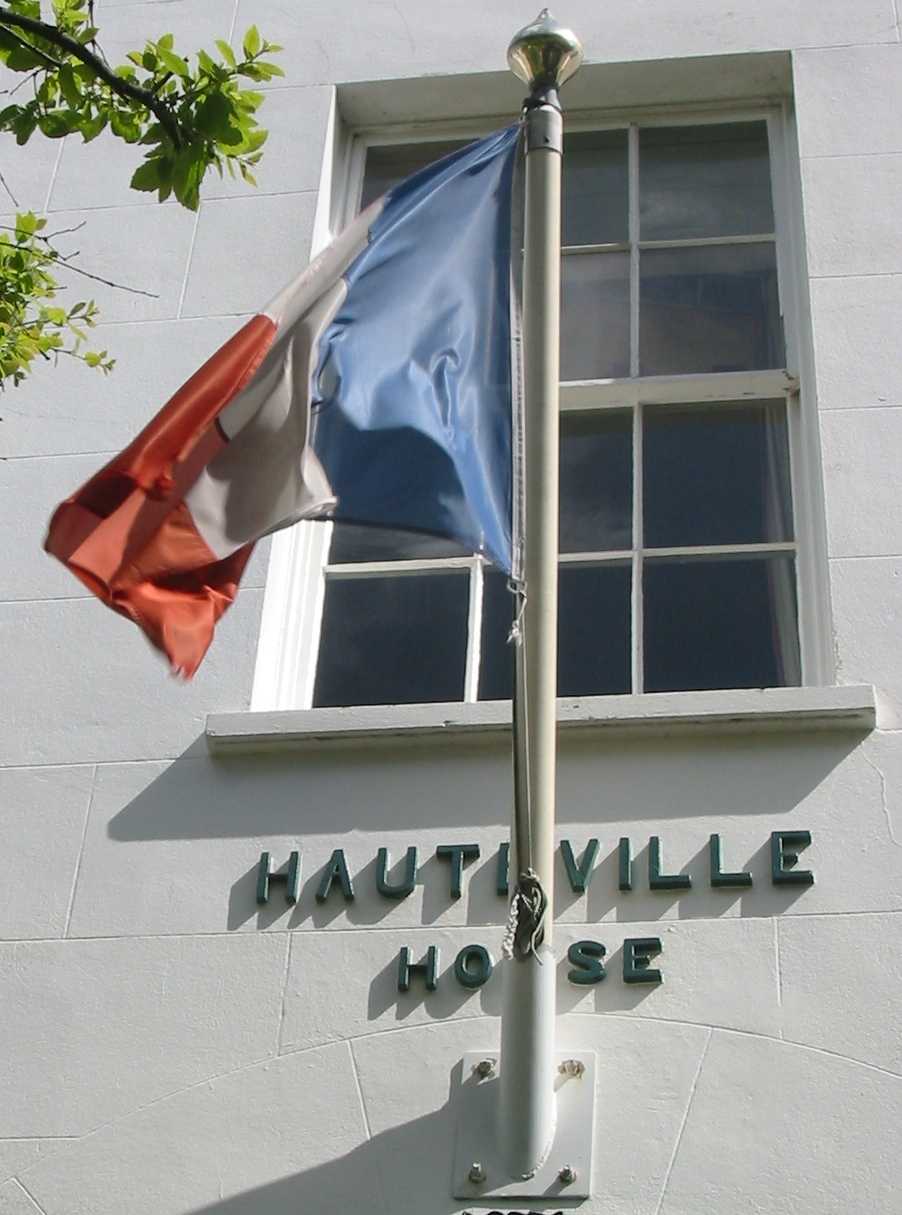
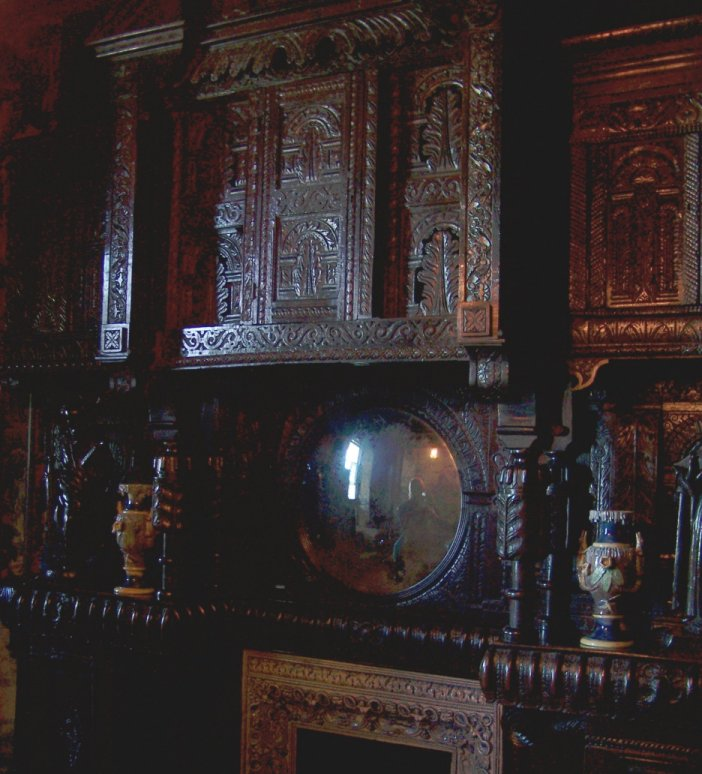
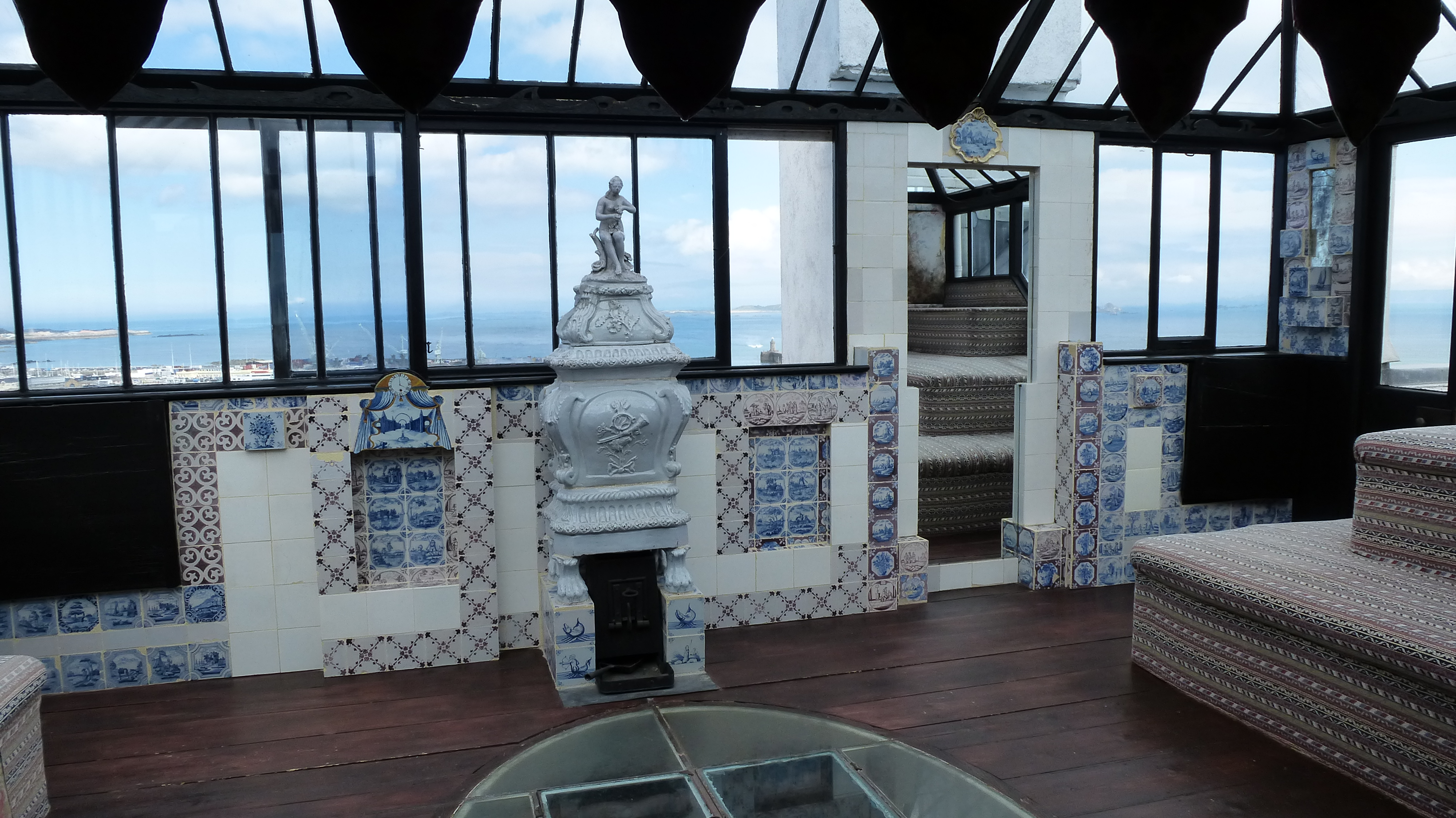
Le lookout